# Église Sainte-Anne de Romagné
Pour les articles homonymes, voir église Sainte-Anne.
L’église Sainte-Anne est un édifice religieux situé dans le bourg de Romagné, dans le département français d'Ille-et-Vilaine, en région Bretagne.

## Histoire
Cette église date de la fin du XVe et a été remaniée plusieurs fois, notamment au XIXe siècle.
L'église est inscrite aux monuments historiques depuis le 11 juin 1926,.

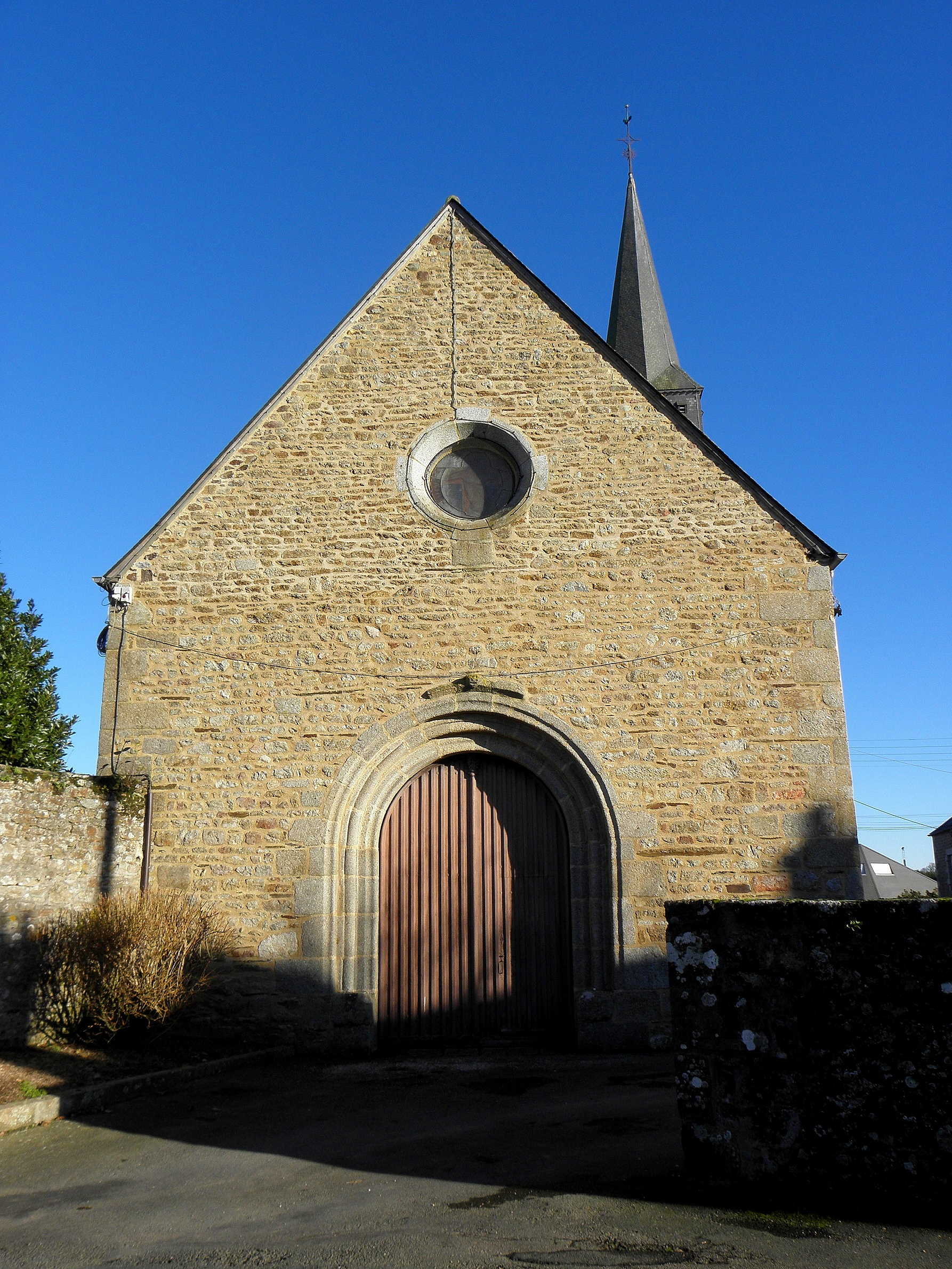
Façade.
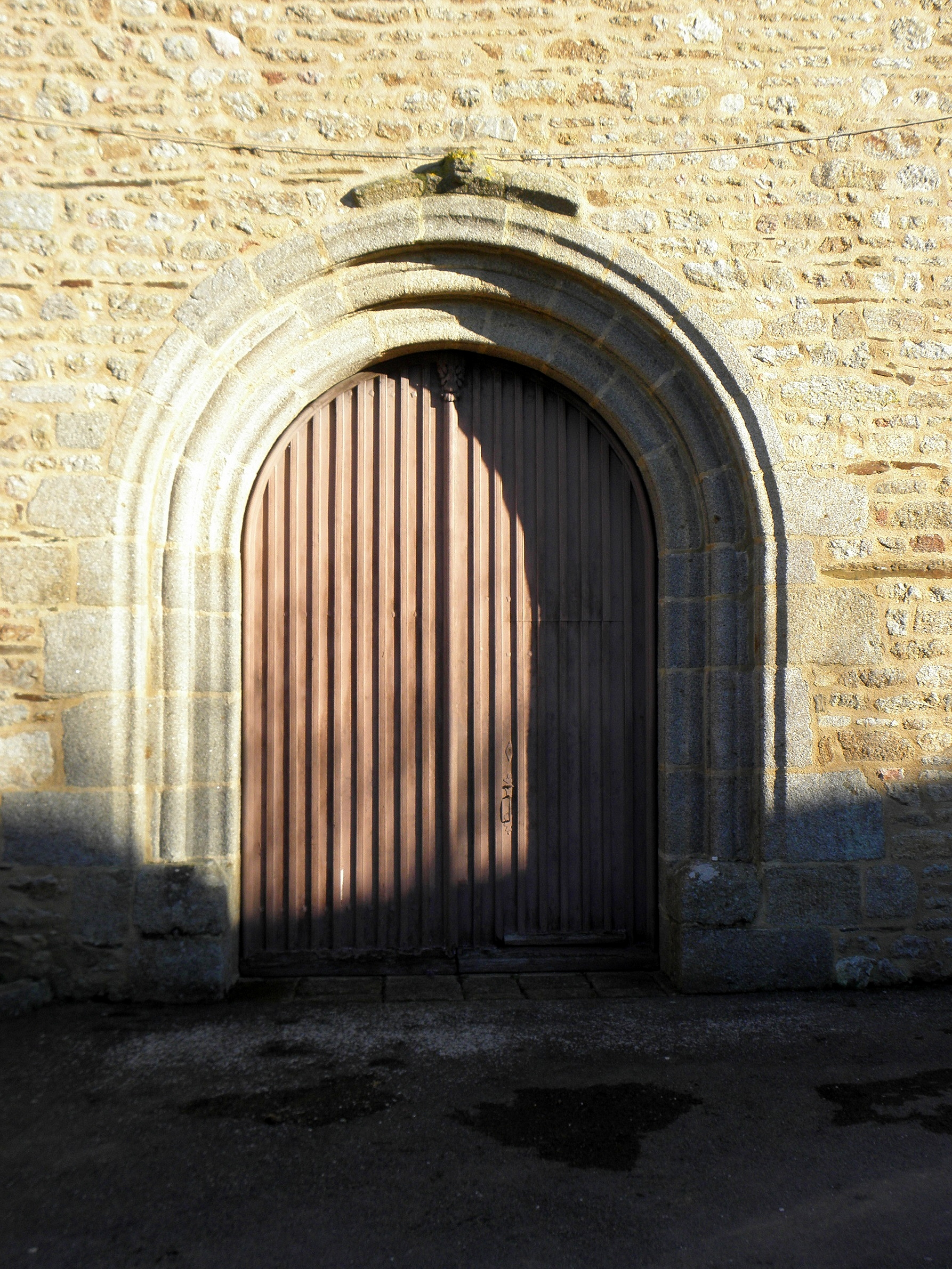
Porte.
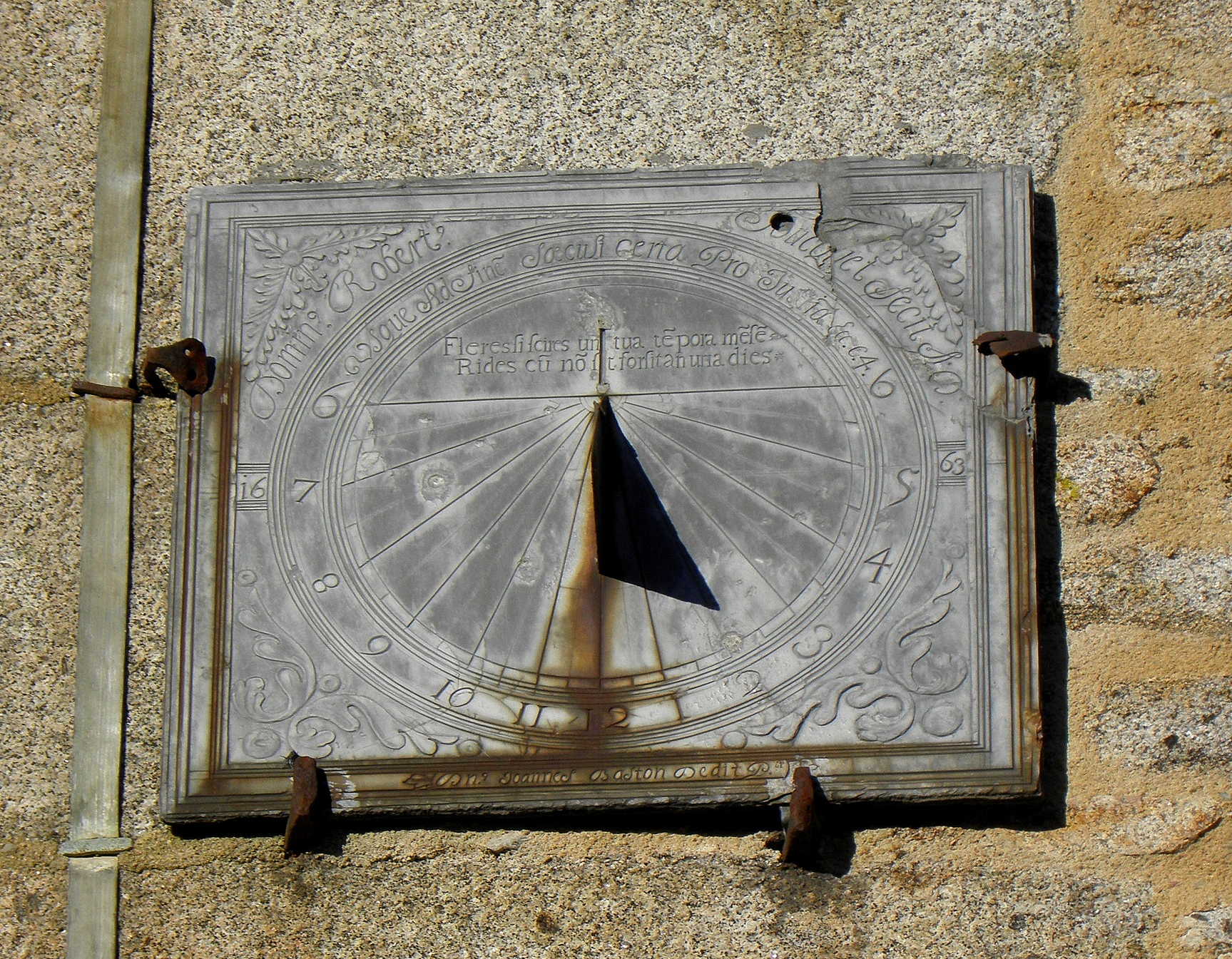
Cadran solaire daté de 1663.
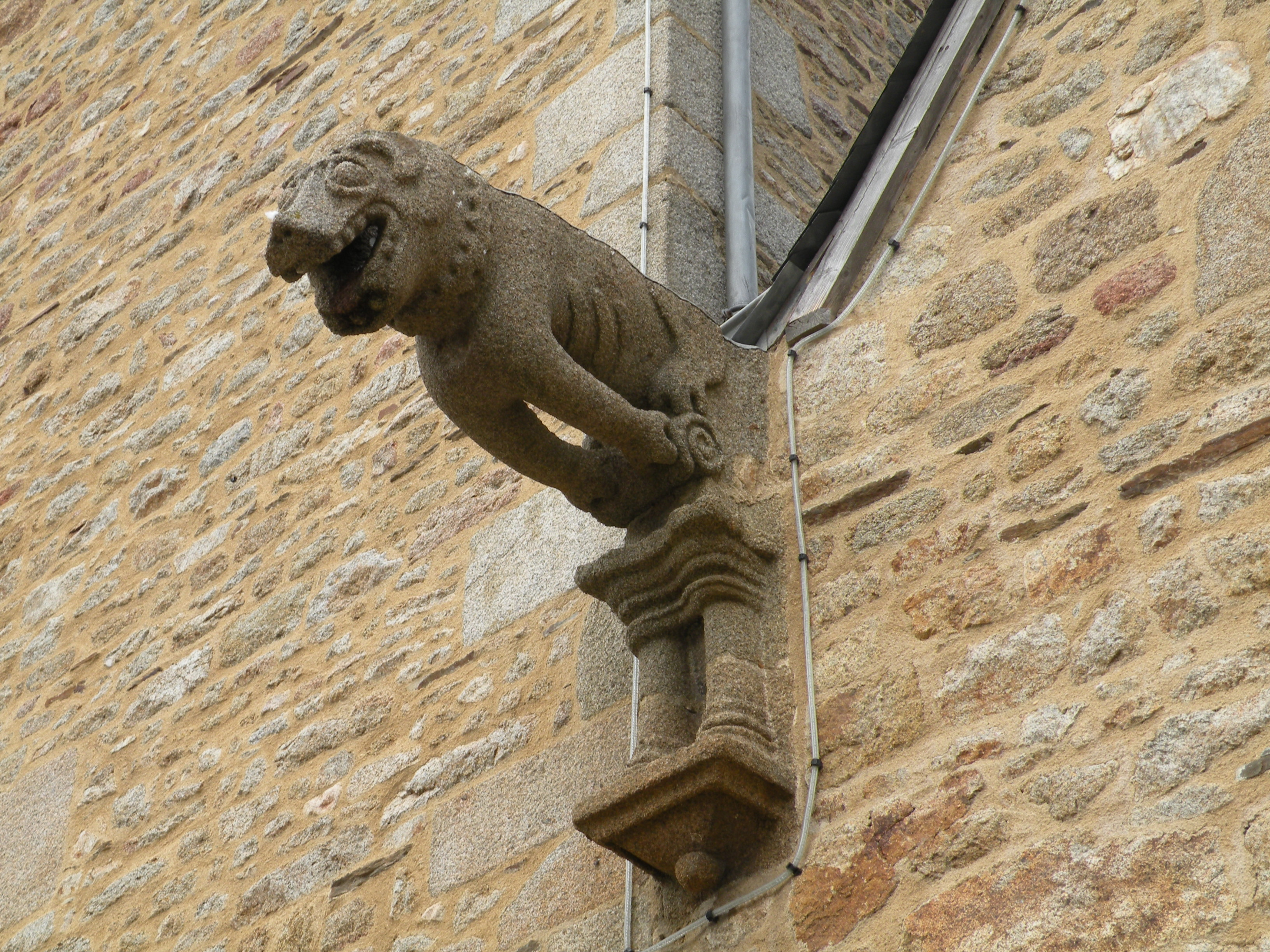
Gargouille.